# Хайлигенграбе
Хайлигенграбе (нем. Heiligengrabe) — община в Германии, в земле Бранденбург. Входит в состав района Восточный Пригниц-Руппин. Занимает площадь 232,30 км². Община состоит из 14 сельских округов.

## География
Коммуна Хайлигенграбе находится на востоке исторической области Пригниц, на границе с землёй Мекленбург-Передняя Померания. Площадь коммуны составляет 206,31 км² — это одна из самых крупных коммун в Германии по площади.

## История
Монастырь Хайлигенграбе основан как цистерцианский монастырь в 1289 году Генрихом II, епископом Хафельберга и маркграфом Бранденбурга Оттоном IV. Вначале аббатство состояло из 12 монахинь. В аббатстве хранилась реликвия в виде кровоточившей гостии.

## Население
| Год  | Население |
| ---- | --------- |
| 1990 | 5 534     |
| 1995 | 5 245     |
| 2000 | 5 335     |
| 2005 | 5 087     |
| 2010 | 4 693     |

| Год  | Численность | Численность |
| ---- | ----------- | ----------- |
| 2010 | 4693        | [ 5 ]       |
| 2015 | 4441        | [ 6 ]       |
| 2020 | 4379        | [ 7 ]       |
| 2021 | 4350        | [ 8 ]       |
| 2022 | 4376        | [ 9 ]       |
| 2023 | 4445        | [ 3 ]       |

## Спорт
В мае 2008 года жители коммуны Хайлигенграбе получили главный спортивный приз земли Бранденбург за то, что каждый пятый житель коммуны активно занимается спортом.

## Достопримечательности
В Хайлигенграбе находится смотровая башня Блюменталя — самая высокая смотровая башня (высота 45 м), построенная в немецкой деревне.

## Галерея

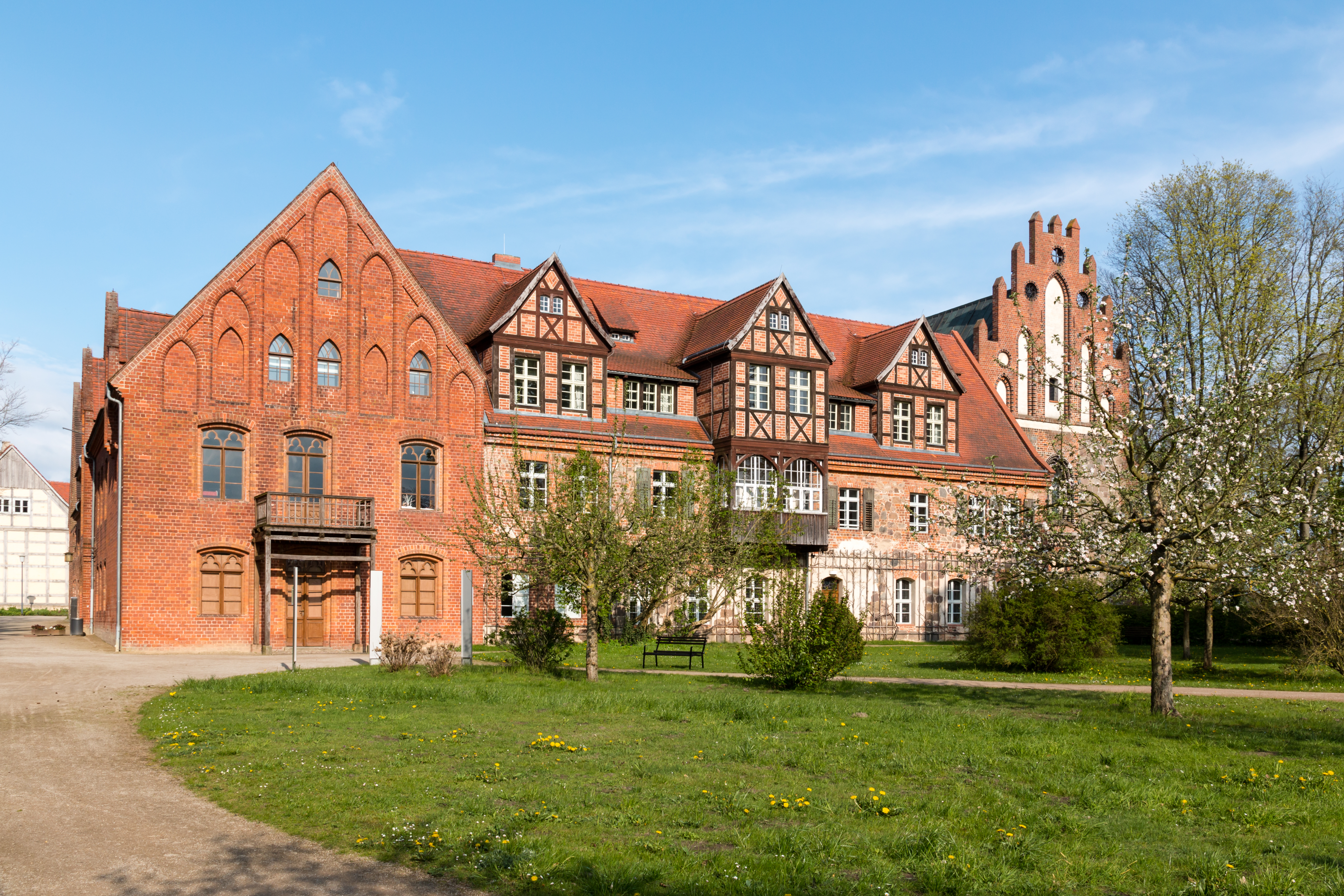
Westflügel des Klosters
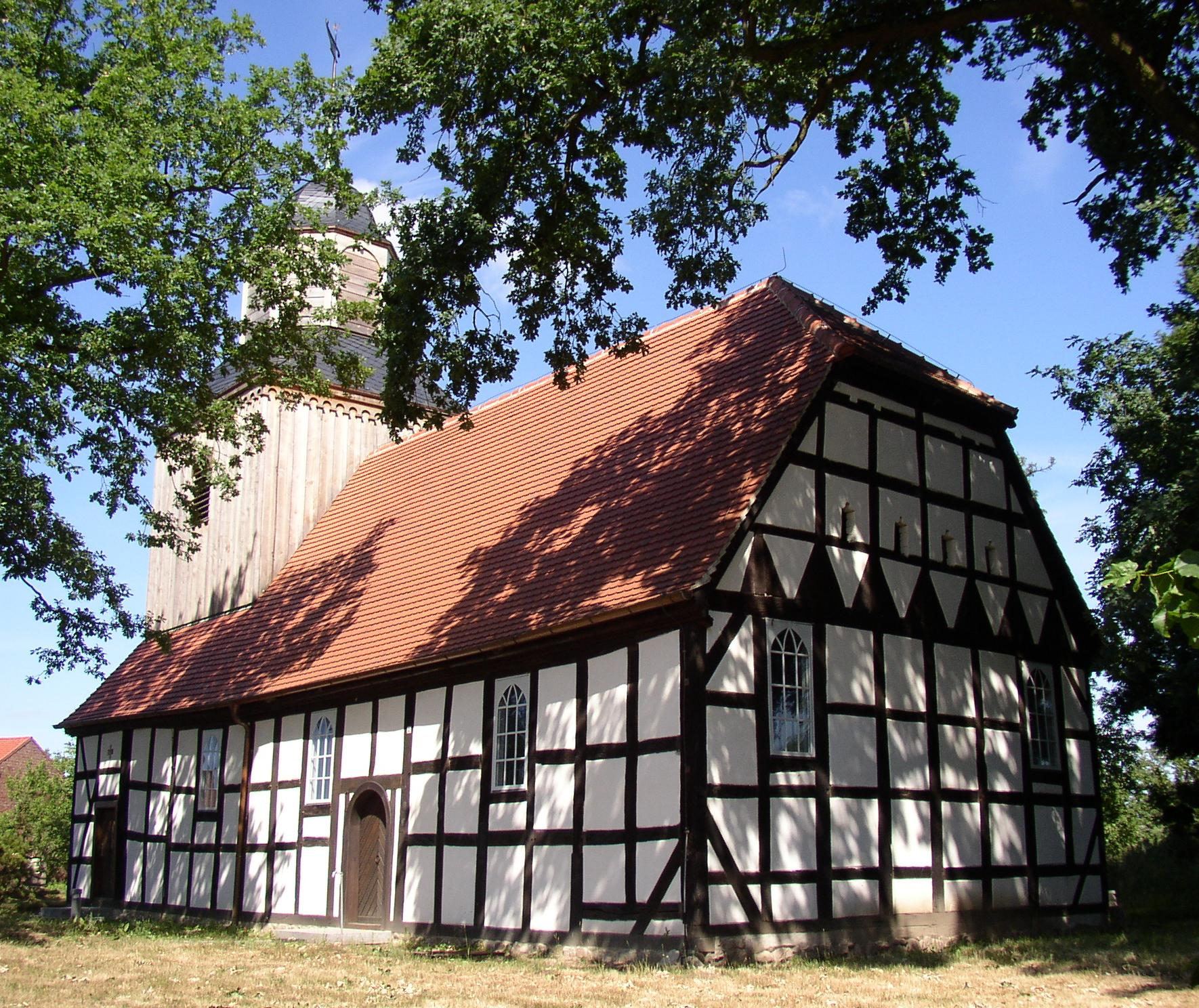
Kirche in Grabow
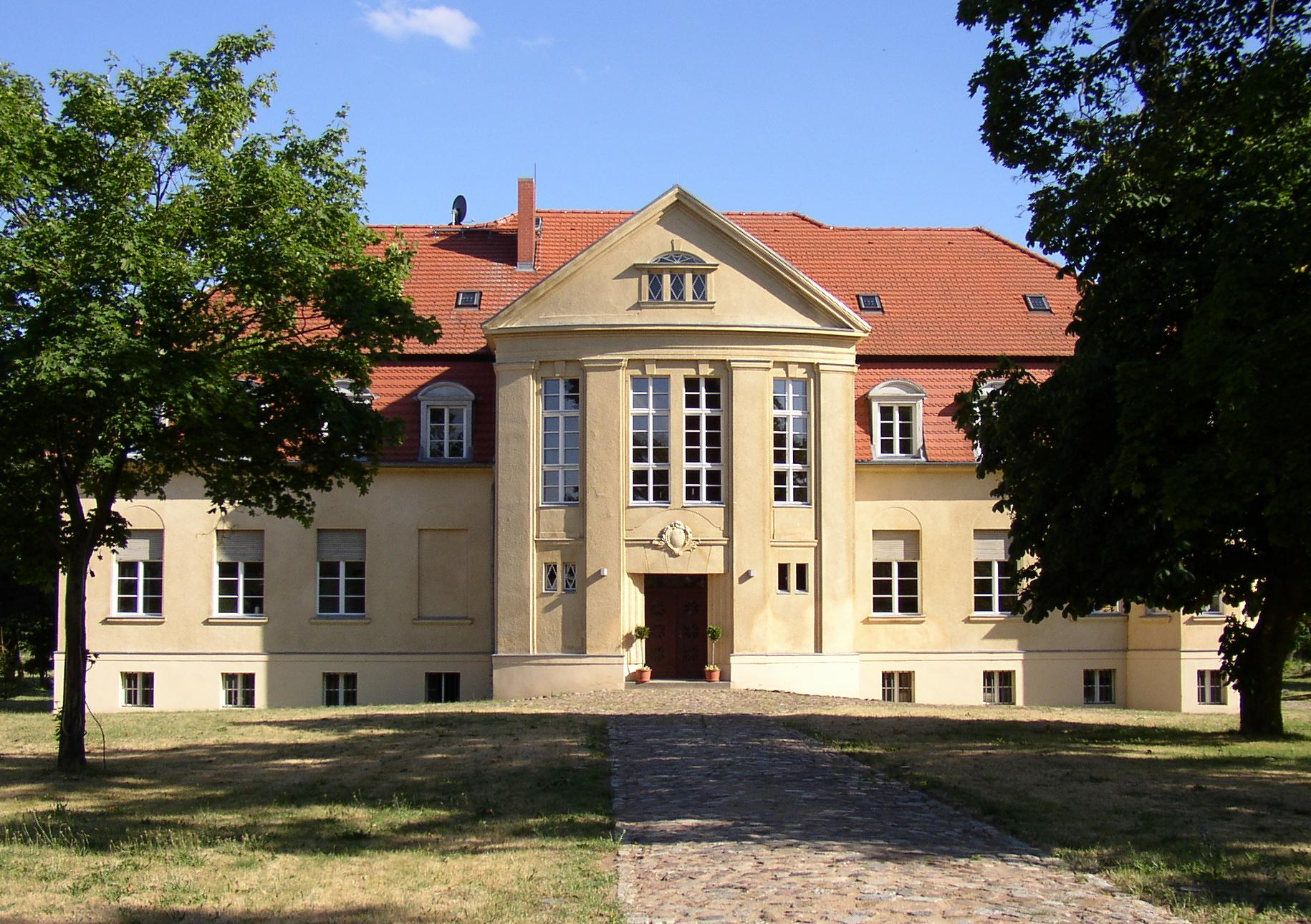
Gutshaus in Grabow (Architekt: Paul Schultze-Naumburg)
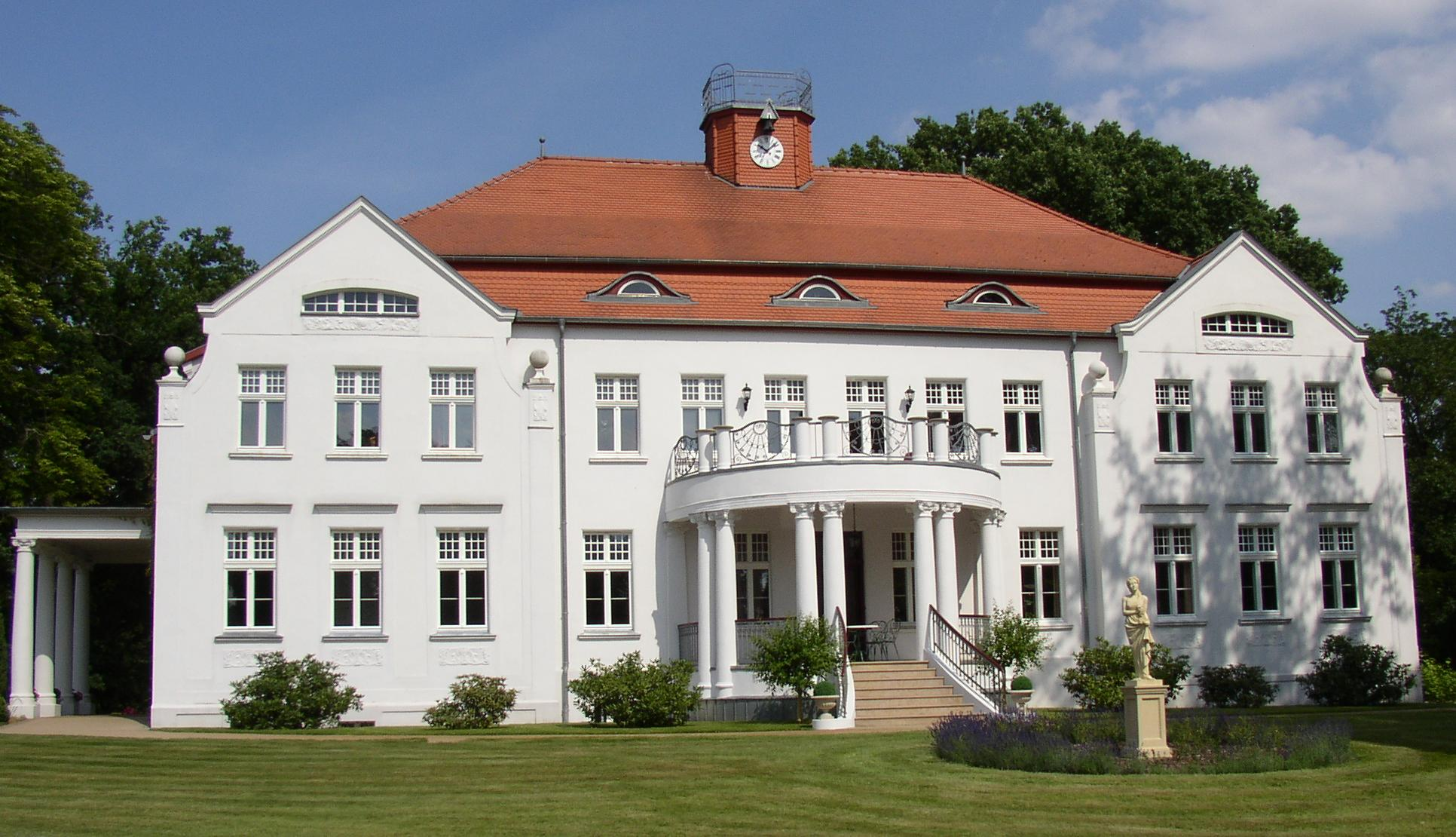
Jugendstil-Gutshaus in Maulbeerwalde
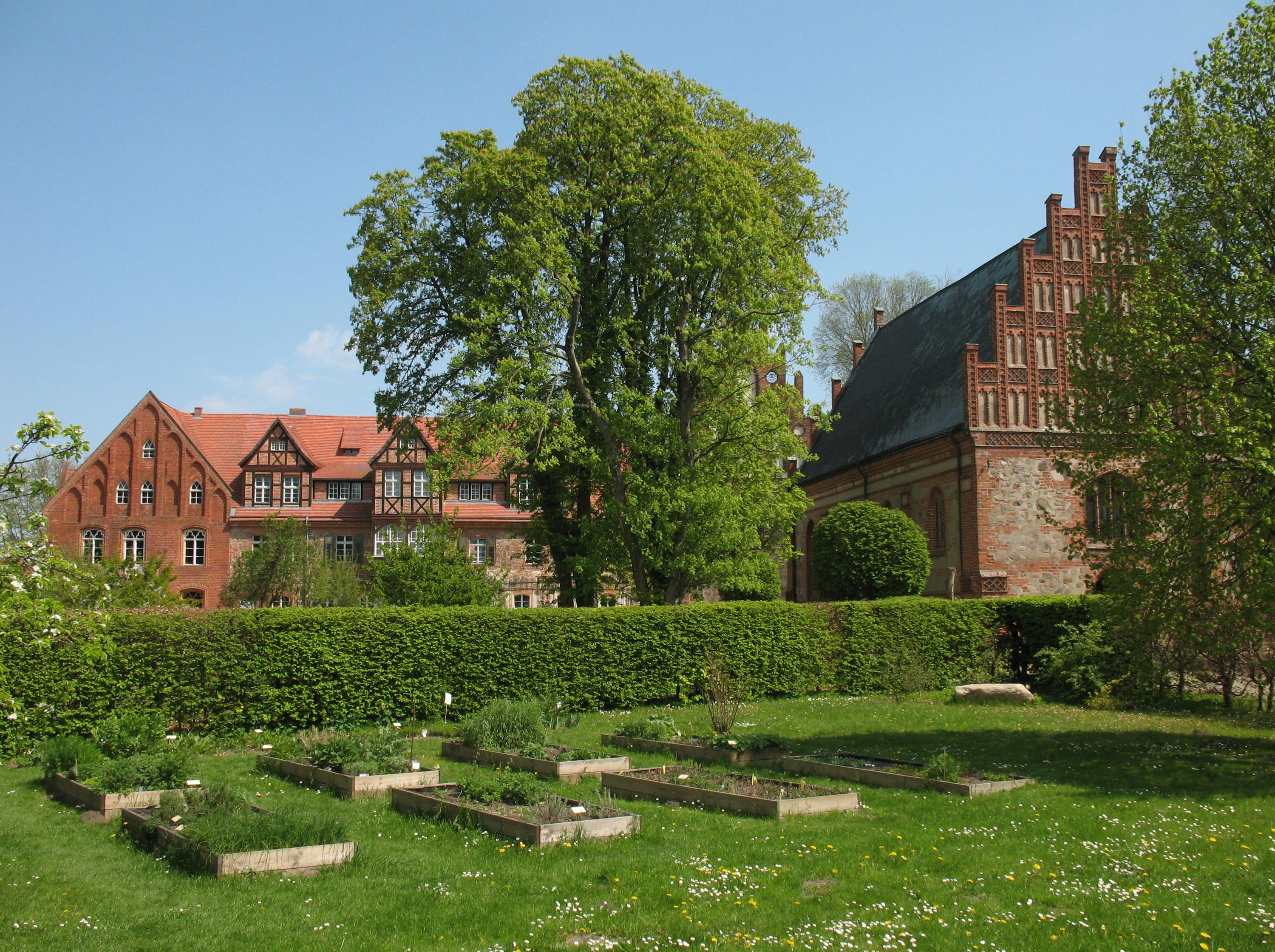
Аббатство Хайлигенграбе
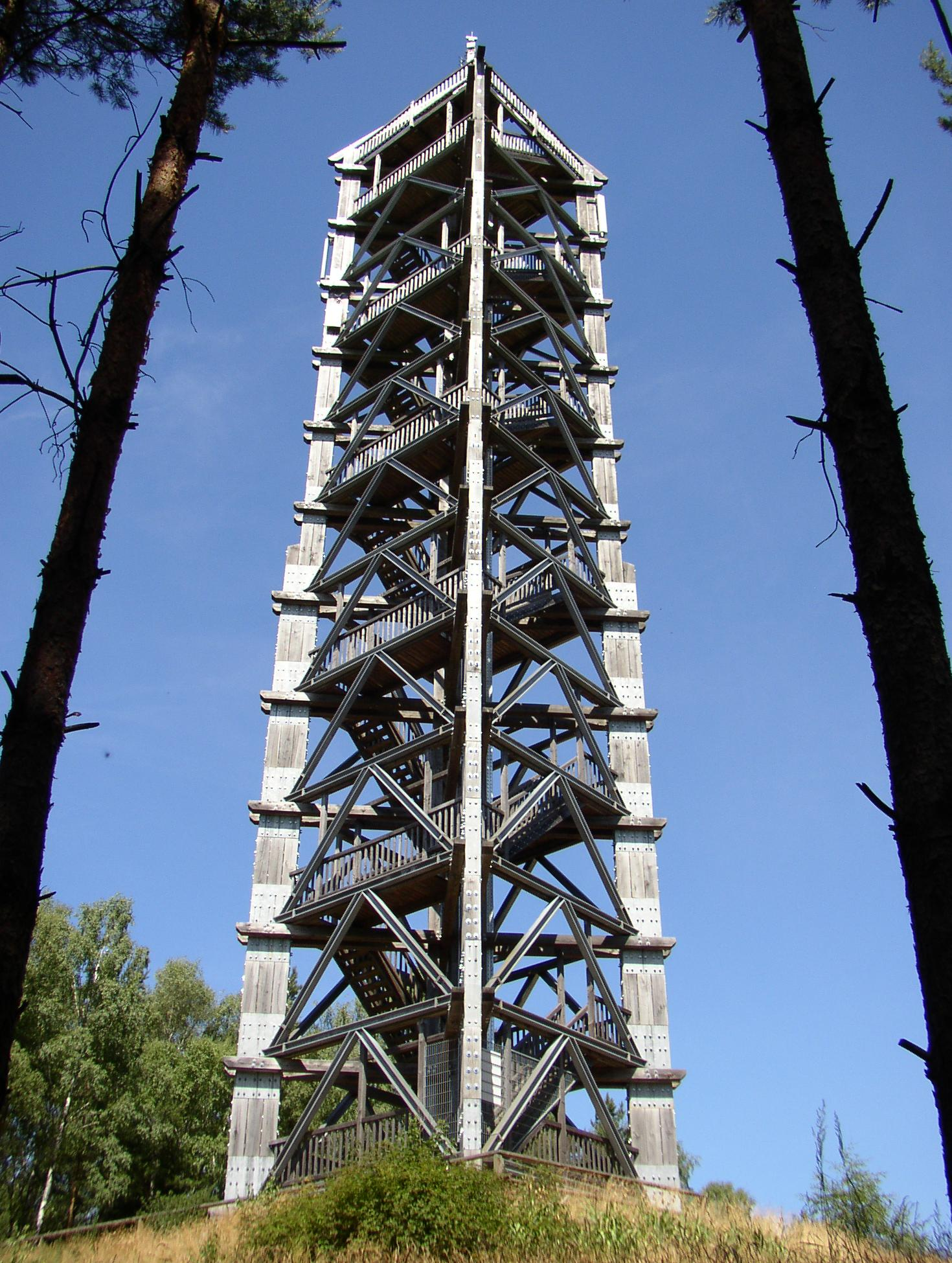
Смотровая башня Блюменталя
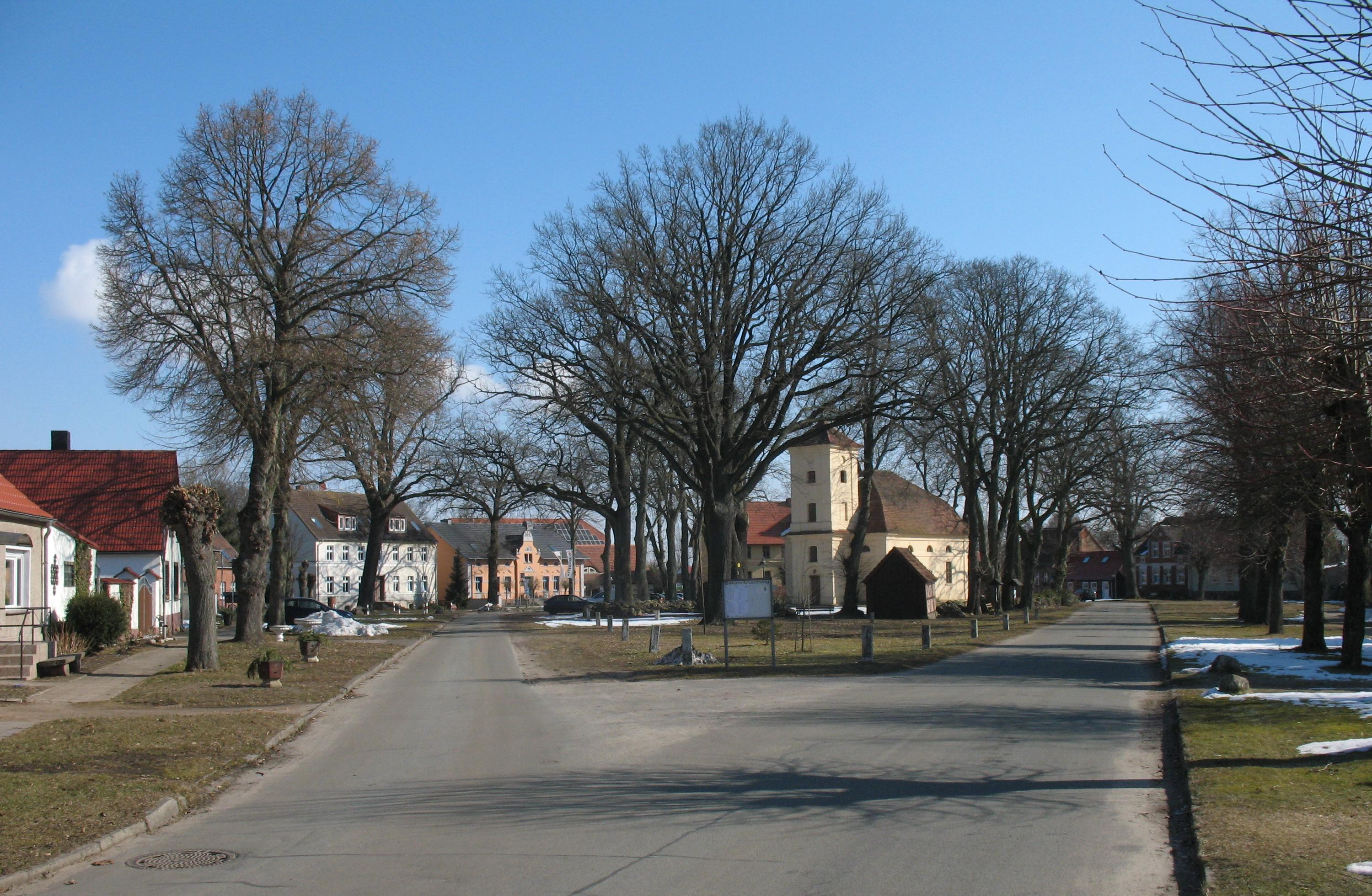
Rundling Jabel
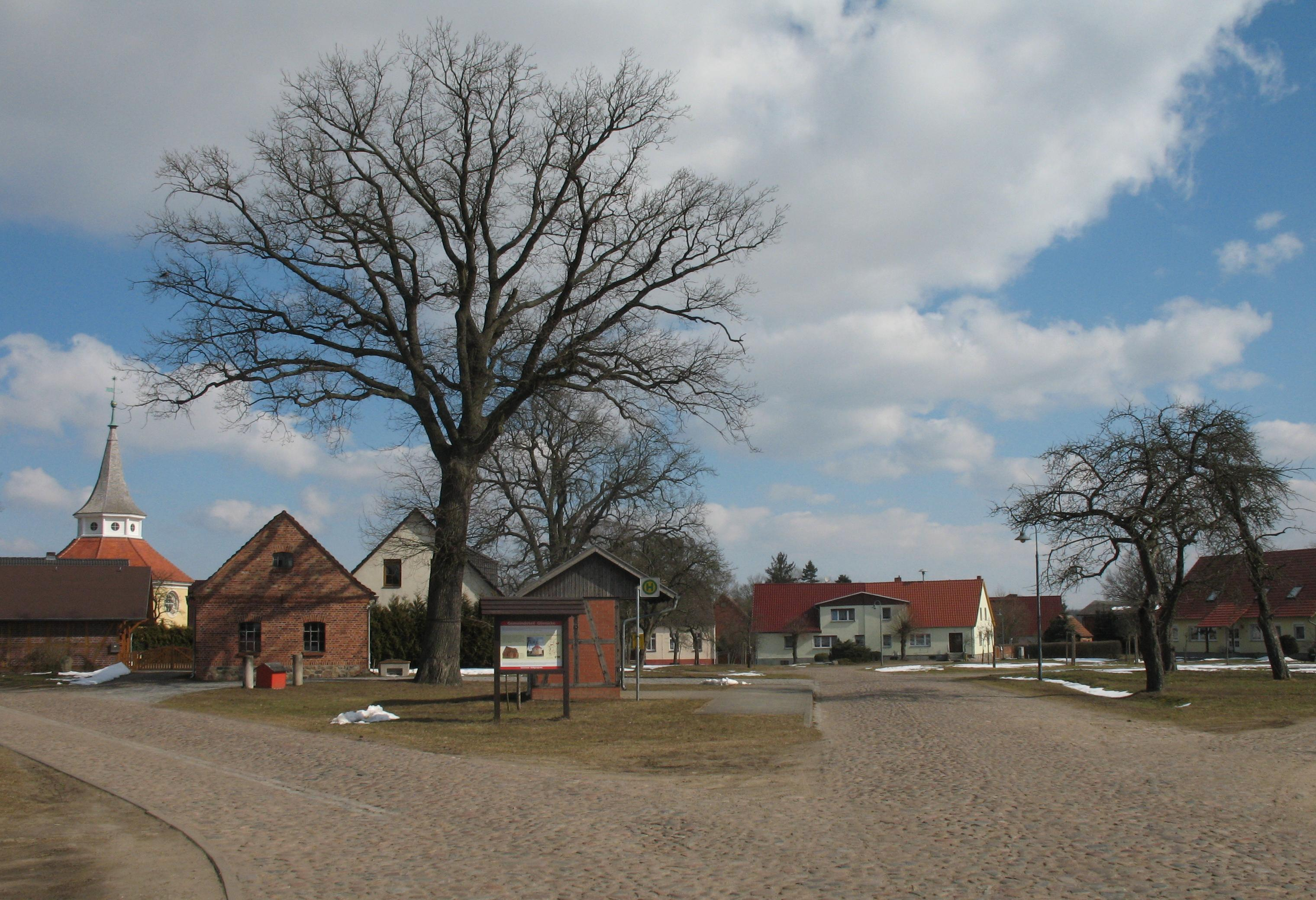
Rundling Glienicke

## Город-побратим
- Фаренбах, земля Баден-Вюртенбург

## Известные жители
- Георг фон Блюменталь[англ.] (1490—1550) — епископ.
- Фридрих Герман Люткемюллер[нем.] (1815—1897) — строитель органов.
- Вильгельм Лютгерт[нем.] (1867—1938) — протестантский богослов.